# IC 5269B
IC 5269B је спирална галаксија у сазвјежђу Јужна риба која се налази на листи објеката дубоког неба у Индекс каталогу.
Деклинација објекта је - 36° 15' 0" а ректасцензија 22h 56m 36,5s. Привидна величина (магнитуда) објекта IC 5269 износи 12,7 а фотографска магнитуда 13,4. IC 5269B је још познат и под ознакама ESO 406-26, MCG -6-50-12, PGC 70070.